# اونگونی
اونگونی (به لاتین: Ongoni) یک منطقهٔ مسکونی در اتحاد قمر است که در آنژوان واقع شده‌است.

## خصوصیات
اونگونی  ۱٬۲۸۰ نفر جمعیت دارد.